# 小行星5821
小行星5821（英語：5821 Yukiomaeda）是一颗围绕太阳公转的小行星。1989年11月4日，W. Kakei、鬼沢稔、浦田武在清水町发现了此天体。
这颗小行星的绝对星等为292.41566等。